# Platysoma vulsum
Platysoma vulsum är en skalbaggsart som beskrevs av Heinrich Bickhardt 1920. Platysoma vulsum ingår i släktet Platysoma och familjen stumpbaggar. Inga underarter finns listade i Catalogue of Life.